# Земляное (Сумская область)
Земляное (укр. Земляне) — село, Рясненский сельский совет, Краснопольский район, Сумская область, Украина.
Код КОАТУУ — 5922385002. Население по переписи 2001 года составляло 161 человек .

## Географическое положение
Село Земляное находится у истоков реки Пожня, ниже по течению на расстоянии в 5 км расположено село Мезеновка. На расстоянии в 2 км расположены сёла Лесное и Новоалександровка. Рядом проходит автомобильная дорога Т-1901.